# Vukoševac
Vukoševac falu Horvátországban, Sziszek-Monoszló megyében. Közigazgatásilag Sunjához tartozik.

## Fekvése
Sziszek városától légvonalban 16, közúton 25 km-re délkeletre, községközpontjától  légvonalban 7, közúton 9 km-re nyugatra, a sziszeki Szávamentén, Mala Gradusa és Brđani Cesta között, a Vukoševac-patak partján fekszik.

## Története
A falu 1526-ban „Vukosevczy possessio ad Blynyawywar” néven még birtokként szerepel először írásos forrásban. A térség török alóli felszabadítása után, a 18. század elején pravoszláv lakossággal betelepített falvak közé tartozik. A falu 1773-ban az első katonai felmérés térképén „Dorf Vukossevacz” néven szerepel. A településnek 1857-ben 180, 1910-ben 247 lakosa volt. Zágráb vármegye Petrinyai járásához tartozott.
A délszláv háború előtt a falu csaknem teljes lakossága szerb nemzetiségű volt. 1991. június 25-én a független Horvátország része lett. A délszláv háború idején szerb lakossága a JNA erőihez csatlakozott. A Krajinai Szerb Köztársasághoz tartozott. A falut 1995. augusztus 5-én a Vihar hadművelettel foglalta vissza a horvát hadsereg. A szerb lakosság nagy része elmenekült. A településnek 2011-ben 21 lakosa volt.

## Népesség
| Lakosság változása | Lakosság változása | Lakosság változása | Lakosság változása | Lakosság változása | Lakosság változása | Lakosság változása | Lakosság változása | Lakosság változása | Lakosság változása | Lakosság változása | Lakosság változása | Lakosság változása | Lakosság változása | Lakosság változása | Lakosság változása |
| ------------------ | ------------------ | ------------------ | ------------------ | ------------------ | ------------------ | ------------------ | ------------------ | ------------------ | ------------------ | ------------------ | ------------------ | ------------------ | ------------------ | ------------------ | ------------------ |
| 1857               | 1869               | 1880               | 1890               | 1900               | 1910               | 1921               | 1931               | 1948               | 1953               | 1961               | 1971               | 1981               | 1991               | 2001               | 2011               |
| 180                | 213                | 209                | 235                | 249                | 247                | 241                | 282                | 217                | 212                | 219                | 186                | 151                | 129                | 39                 | 21                 |